# Collemataceae
Collemataceae es una familia de hongos liquenizados en el orden Peltigerales (suborden Collematineae). Las especies en esta familia tienen una distribución muy amplia.